# VEC-M1
VEC-M1 (исп. Vehiculo de Exploracion de Caballeria) — испанская разведывательная бронемашина, разработанная в конце 70-х годов компанией Pegaso.
Известна так же под названием BMR-625 VEC или Pegaso 3562.

## Конструкция
VEC-M1 имеет алюминиевый цельносварной корпус, который способен защитить от боеприпасов калибра 7,62 × 51 мм.
Бронемашина вооружена 25-мм американской пушкой M242 Bushmaster, боекомплект которой составляет 170 боеприпасов, а также пулемётом 7,62 мм.
VEC-M1 имеет экипаж из пяти человек, состоящий из наводчика, командира, водителя и двух разведчиков.

## Передвижение
VEC-M1 оснащён дизельным 6-цилиндровым двигателем с турбонаддувом Scania DS9 мощностью 310 л. с. (228 кВт) , который был расположен с левой стороны. Также бронемашина являлась амфибией. Благодаря водомётам VEC-M1 мог разгоняться на воде до 9 км/ч. Запас хода машины составляет 800 км.

## Оснащение
В оборудование VEC-M1 входят: полуавтоматическая система пожаротушения, 4500 кг лебёдка, два переносных огнетушителя, система связи.

## Основные операторы
- Испания — 340 бронемашин.